# Zeta (programma televisivo)
Zeta è stato un programma televisivo di approfondimento politico e di attualità condotto da Gad Lerner in onda dal 25 gennaio al 31 maggio 2013 su LA7.

## La trasmissione
La trasmissione prende vita dopo tanti anni in cui Lerner ha condotto L'Infedele in prima serata: Zeta invece è trasmesso in seconda serata, precisamente dopo le ore 22.30 circa. Zeta è il nuovo talk condotto dal giornalista Gad Lerner. Il titolo della trasmissione fa esplicito riferimento al film Z-L'orgia del potere. La trasmissione, della durata di un'ora e mezza, ha visto un solo ospite a confronto con interlocutori in studio e con contributi filmati.

## Prima stagione
| Puntata | Messa in onda    | Ospite                                                        | Telespettatori | Share |
| ------- | ---------------- | ------------------------------------------------------------- | -------------- | ----- |
| 1       | 25 gennaio 2013  | Mario Monti                                                   | 1.259.000      | 7,21% |
| 2       | 1º febbraio 2013 | Don Luigi Ciotti                                              | 933.000        | 5,01% |
| 3       | 8 febbraio 2013  | Roberto Formigoni                                             | 884.000        | 4,33% |
| 4*      | 15 febbraio 2013 | Nichi Vendola, Antonio Ingroia, Pietro Ichino                 | 538.000        | 1,95% |
| 5       | 22 febbraio 2013 | Umberto Ambrosoli                                             | 1.622.000      | 7,90% |
| 6       | 1º marzo 2013    | Dario Fo, Rosario Crocetta                                    | 1.573.000      | 7,79% |
| 7       | 8 marzo 2013     | Carlo Petrini                                                 | 1.200.000      | 6,27% |
| 8       | 15 marzo 2013    | Paolo Mieli, Augusto Minzolini                                | 1.217.000      | 6,33% |
| 9       | 22 marzo 2013    | Valerio Onida, Ferzan Özpetek, Curzio Maltese                 | 1.274.000      | 6,75% |
| 10      | 29 marzo 2013    | Fabrizio Cicchitto                                            | 1.062.000      | 5,95% |
| 11      | 5 aprile 2013    | Salvatore Settis                                              | 1.238.000      | 6,18% |
| 12      | 12 aprile 2013   | Suor Giuliana Galli, Giuseppe Civati                          | 944.000        | 5,32% |
| 13      | 19 aprile 2013   | Puntata dedicata all'elezione del Presidente della Repubblica | 1.393.000      | 7,81% |
| 14      | 26 aprile 2013   | Fabrizio Barca                                                | 1.071.000      | 6,59% |
| 15      | 3 maggio 2013    | Cécile Kyenge                                                 | 1.243.000      | 6,62% |
| 16      | 10 maggio 2013   | Michele Serra, Umberto Ranieri                                | 986.000        | 5,40% |
| 17      | 17 maggio 2013   | Roberto Saviano                                               | 1.024.000      | 5,51% |
| 18      | 24 maggio 2013   | Michela Marzano                                               | 832.000        | 4,56% |
| 19      | 31 maggio 2013   | Giuliano Pisapia                                              | 808.000        | 5,05% |
|         | Media            |                                                               | 1.110.000      | 5,93% |